# Hunerich vandál király
Hunerich, más írásmóddal Hunerik (411 – 484. december 23.) a vandálok királya 477-től haláláig. Kegyetlenül üldözte a katolikusokat.
Elődje, Geiserich legidősebb fia volt, felesége, Eudoxia a keletrómai császár lánya.
Azzal kezdte uralkodását, hogy számtalan rokonát kivégeztette – így akarta biztosítani a trónt fia, Hilderich számára. Nagy gondot okoztak neki a mórok is, mert minden erőfeszítése ellenére sem sikerült őket uralma alá hajtania. A bizánci császárral is voltak nézeteltérései Eudoxia hozománya miatt. Tartva Bizánc fenyegetésétől, 481-ben azt fontolgatta, hogy közeledést keres a katolikus egyházzal. Miután azt tapasztalta, hogy nem kell tartania a császár részéről súlyosabb lépesektől, sikertelenségeiért a családján és a katolikusokon állt bosszút.
Prokópiosz azt írja, hogy "Senki sem nyomta el olyan kegyetlenül és igazságtalanul a keresztényeket, mint Hunerik". Kínoztatta és élve elégettette a katolikus papokat. A római császárok 484-ben az eretnekek ellen hoztak rendeleteket. Ezeket Hunerich a katolikusokkal szemben érvényesítette. Száműzte a püspököket Szardíniára, betiltotta a katolikus misét, a szentségeket tilos volt kiszolgáltatni, és nem engedélyezte a templomépítést. A már létező templomokat azok minden javával együtt át kellett adni az ariánusoknak. A katolikus hivatalnokokat leváltotta és minden katolikus vallású embernek rangjuk és vagyonuk szerint pénzbüntetést kellett fizetnie. A rendeleteket az ariánus papoknak kellett végrehajtaniuk.
A pápa és a császár is tiltakozott az üldöztetések ellen, de hiába. Hunerich halála után az üldözések sokkal enyhültek, de a katolikusok bizalmatlansága nem oszlott el.